# Fronrode (Neustadt (Hessen))
Koordinaten: 50° 51′ 40″ N, 9° 7′ 57″ O
Fronrode ist eine Wüstung im Nordosten der Gemarkung der Stadt Neustadt im mittelhessischen Landkreis Marburg-Biedenkopf.

## Geographische Lage
Die Wüstung befindet sich nordöstlich der Kernstadt auf etwa 269 m Höhe am südlichen Ende einer breiten, von Süd nach Nord verlaufenden landwirtschaftlich genutzten Schneise am westlichen Fuß des Galgenberges (306,1 m). Rund 700 m westlich verlaufen die Bundesstraße 454 von Neustadt nach Norden über Wiera nach Schwalmstadt und die Eisenbahnstrecke Marburg-Kassel der Main-Weser-Bahn, südlich vorbei verläuft die Landesstraße L 3263 (Wasenberger Straße) von Neustadt nach Wasenberg. Der Flurname „Frauenrod“ erinnert an die verschwundene Siedlung.

## Geschichte
Zweifelhaft ist, ob das im Jahre 1197 erwähnte „Frowenroth“ mit Fronrode identisch ist, denn eher kommt wohl die Wüstung Frauenrod bei Burg-Gemünden in Frage.
Im Jahre 1296 bekundete der Ritter Friedrich von Spangenberg, die Brüder Heinrich und Helwig von Breitau hätten in seiner Gegenwart bezeugt, dass sie dem Kloster Immichenhain alle ihre in „villa“ Vrohenrode und in „villa“ „Ruildehusen“ (Röllhausen) wie auch zu Bornburg besessenen Rechte von 8 Pfund Wetterauer Pfennigen verkauft hätten.
Der Ort lag bereits in der zweiten Hälfte des 14. Jahrhunderts wüst. Die Einwohner waren vermutlich ins nahe (und mainzische) Neustadt gezogen. Auf der Niveaukarte des Kurfürstentums Hessen 1840–1861 findet sich noch die Bezeichnung „Froerode“.